# Симпатіко
«Симпатіко» (англ. Simpatico) — американський кінофільм 1999 року, знятий режисером Меттью Ворчасом, з Джеффом Бріджесом і Шерон Стоун у головних ролях.

## Сюжет
«Симпатіко» — драма з елементами комедії та криміналу. Фільм обертається навколо трьох персонажів: Вінні, Картера і Розі, чиї долі переплітаються з молодості. Багато років тому вони вчинили шахрайство на скачках, що стало визначальним моментом у їхньому житті. Через роки Картер, який став успішним керівником кінного бізнесу в Кентуккі, стикається з минулим, коли Вінні спочатку шантажує його, а потім просить допомоги. Поїздка до Каліфорнії і зустріч із Розі розкривають старі таємниці і рани, змушуючи героїв по-новому поглянути на події минулих днів.

## У ролях
| Актор            | Роль               |
| ---------------- | ------------------ |
| Джефф Бріджес    | Лайл Картер        |
| Шерон Стоун      | Розі Картер        |
| Нік Нолті        | головна роль       |
| Кетрін Кінер     | Сесілія            |
| Альберт Фінні    | роль другого плану |
| Мек Драйден      | роль другого плану |
| Шон Хетосі       | роль другого плану |
| Кімберлі Вільямс | роль другого плану |
| Лайам Вейт       | роль другого плану |
| Боб Хартер       | роль другого плану |
| Ангус Ті Джонс   | роль другого плану |
| Кен Странк       | роль другого плану |
| Ніколь Форестер  | роль другого плану |
| Джозеф Хінді     | роль другого плану |
| Лойд Кетлетт     | роль другого плану |
| Роксана Бруссо   | роль другого плану |
| Тревор Денман    | роль другого плану |
| Алан Букдал      | роль другого плану |
| Крістіна Кебот   | роль другого плану |

## Знімальна група
- Режисер — Меттью Ворчас
- Сценарист — Меттью Ворчас
- Оператори — Лоран Бассе, Джон Толл
- Композитори — Стюарт Коупленд, Стен Ріджвей
- Продюсери — Сью Баден-Повелл, Чак Біндер, Жан-Франсуа Фонлюп, Ден Луповіц, Меттью Ворчас, Грег Шапіро